# Riduzione (chimica)

Sodio e fluoro si legano ionicamente per formare fluoruro di sodio Il sodio perde il suo elettrone esterno per dargli una configurazione elettronica stabile e questo elettrone entra nell'atomo di fluoro esotermicamente. Gli ioni caricati in modo opposto vengono quindi attratti l'uno dall'altro. Il sodio è ossidato; e il fluoro è ridotto.

In chimica la riduzione è l'acquisizione di uno o più elettroni da parte di una specie chimica.
Ogni riduzione avviene contemporaneamente a un'ossidazione, che consiste nella perdita di elettroni da parte di un'altra specie chimica. Un elemento chimico che subisce una riduzione diminuisce il suo numero di ossidazione. Le reazioni di ossidazione e riduzione sono quindi due semireazioni che formano un processo chiamato "ossidoriduzione" (in inglese abbreviato in redox: Reduction-Oxidation).

## Nelle celle elettrochimiche
Il processo di riduzione in una cella elettrochimica può essere scatenato dall'applicazione di una corrente continua di segno negativo, come nell'elettrolisi, oppure può avvenire spontaneamente a causa di una differenza di potenziale elettrochimico, come nelle celle galvaniche. Nel primo caso la riduzione avviene sempre al catodo, che corrisponde al polo negativo (cioè il polo con potenziale elettrico minore), nel secondo caso all'anodo, che corrisponde al polo positivo (cioè il polo con  potenziale elettrico maggiore).